# Boston Society of Film Critics Awards 2018
39. ročník předávání cen asociace Boston Society of Film Critics Awards se konal 16. prosince 2018.

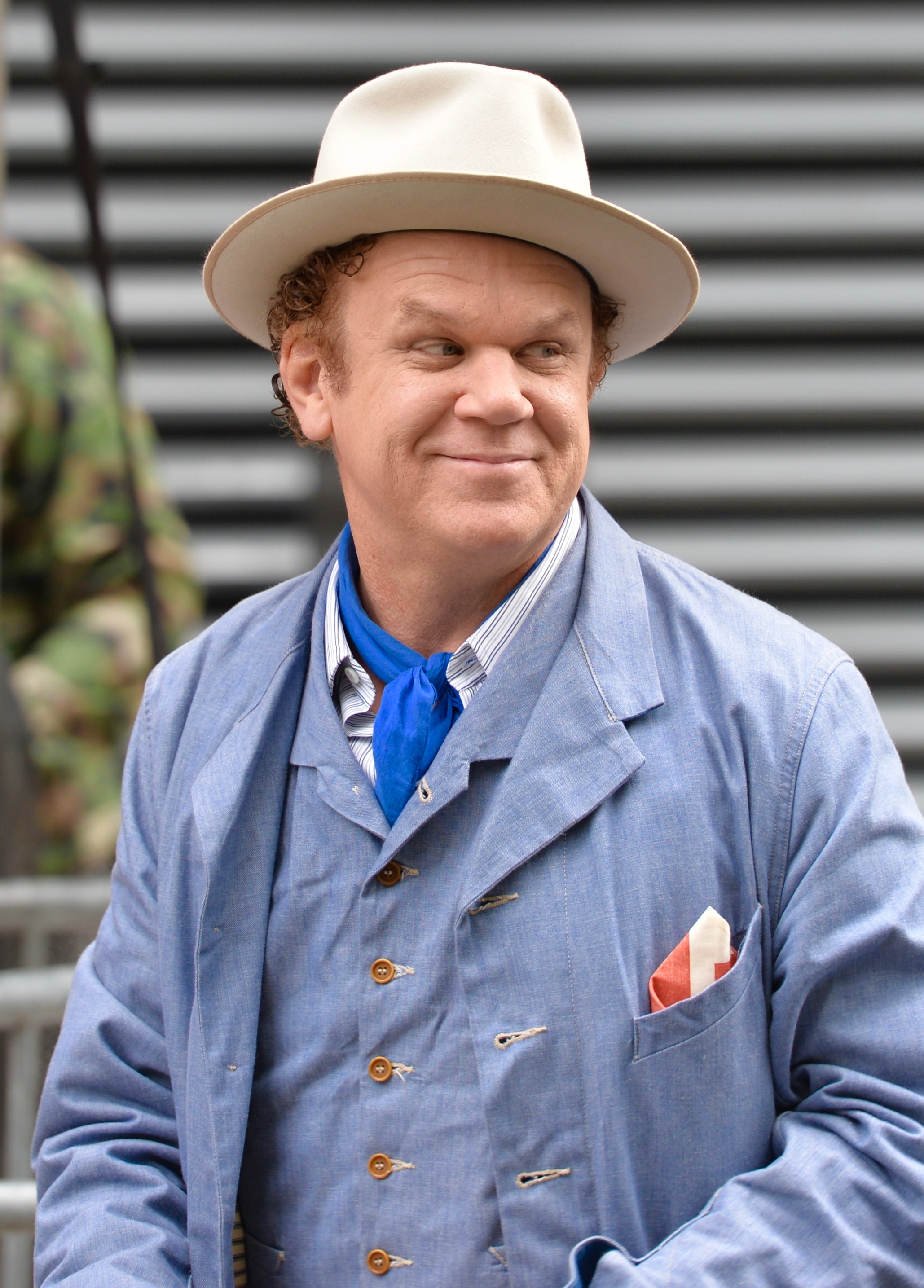
John C. Reilly, vítěz v kategorii nejlepší herec v hlavní roli

## Vítězové a nominovaní

### Nejlepší film
1. Kdyby ulice Beale mohla mluvit
2. Zloději

### Nejlepší režisér
1. Lynne Ramsay – Nikdys nebyl
2. Yorgos Lanthimos – Favoritka

### Nejlepší scénář
1. Nicole Holofcener a Jeff Whitty – Dokážete mi kdy odpustit?
2. Tamara Jenkins – Private Life

### Nejlepší herec v hlavní roli
1. John C. Reilly – Stan a Ollie
2. Ethan Hawke – Zoufalství a naděje

### Nejlepší herečka v hlavní roli
1. Melissa McCarthy – Dokážete mi kdy odpustit?
2. Sakura Ando – Zloději

### Nejlepší herec ve vedlejší roli
1. Richard E. Grant – Dokážete mi kdy odpustit?
2. Steven Yeun – Vzplanutí a Brian Tyree Henry – Kdyby ulice Beale mohla mluvit (remíza)

### Nejlepší herečka ve vedlejší roli
1. Regina Kingová – Kdyby ulice Beale mohla mluvit
2. J. Smith-Cameron – Nancy

### Nejlepší dokument
1. Won't You Be My Neighbor?
2. Tři identičtí cizinci

### Nejlepší cizojazyčný film
1. Zloději
2. Studená válka

### Nejlepší animovaný film
1. Psí ostrov
2. Raubíř Ralf a internet

### Nejlepší kamera
1. Alfonso Cuarón – Roma
2. Lukasz Zal – Studená válka

### Nejlepší střih
1. Tom Cross – První člověk
2. Orson Welles a Bob Murawski – Odvrácená strana větru

### Nejlepší skladatel
1. Nicholas Britell – Kdyby ulice Beale mohla mluvit
2. Justin Hurwitz – První člověk a Jonny Greenwood – Nikdys nebyl (remíz)

### Nejlepší obsazení
1. Zloději
2. Favoritka

### Nejlepší nový filmař
1. Bo Burnham – Osmá třída
2. Ari Aster – Děsivé dědictví